# نيامي

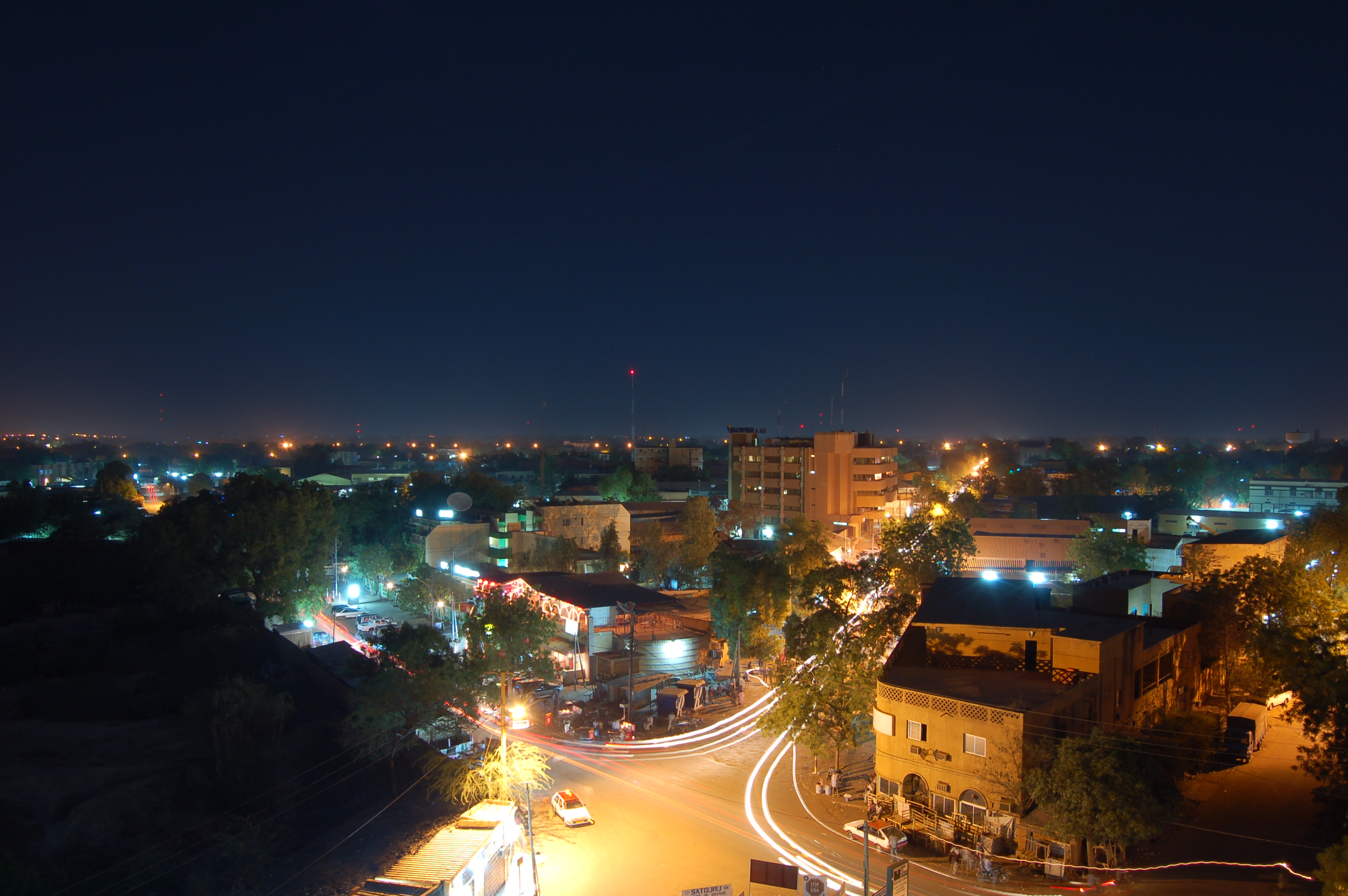
نيامي ليلاً.

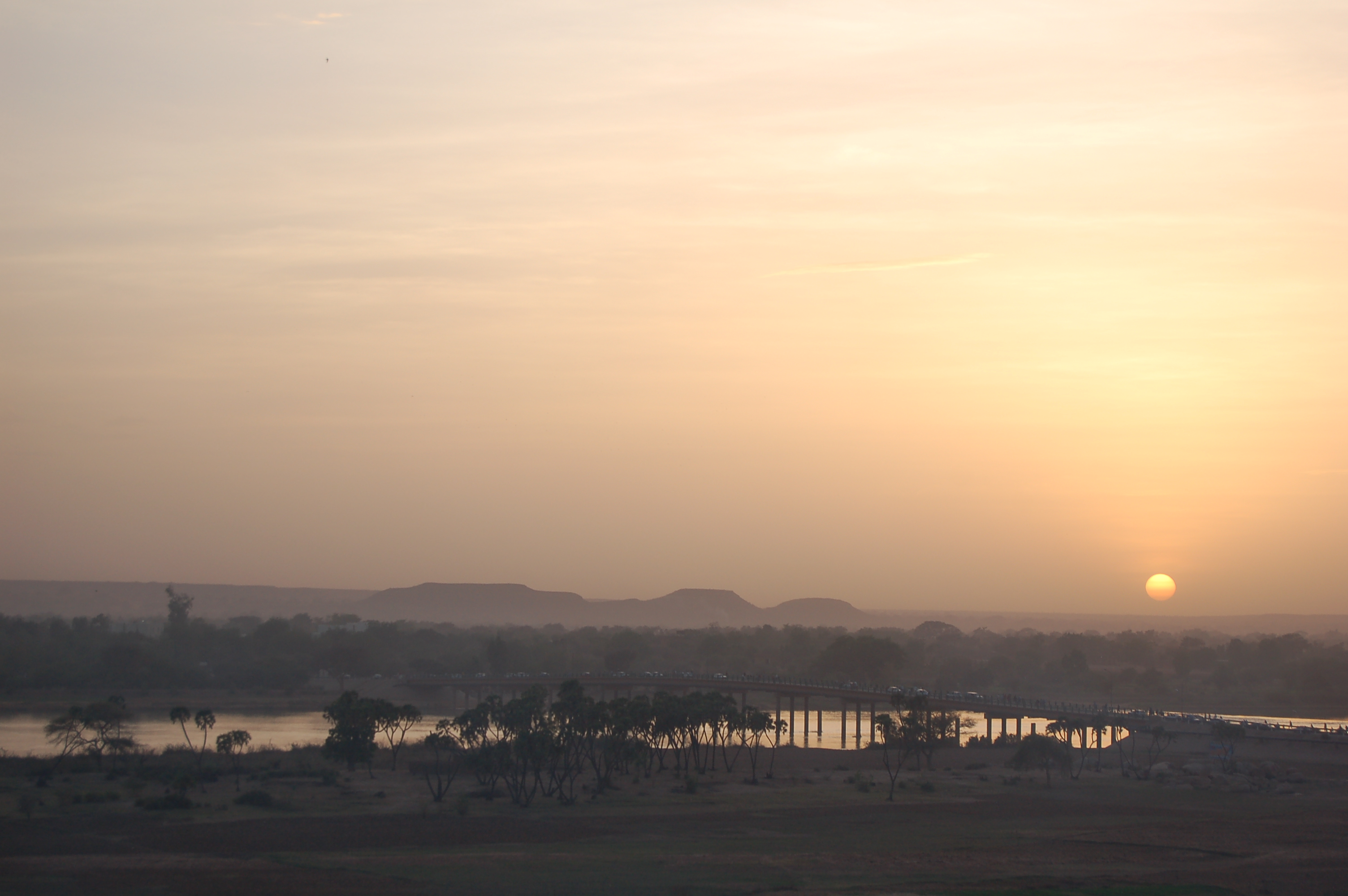
نهر النيجر في نيامي.

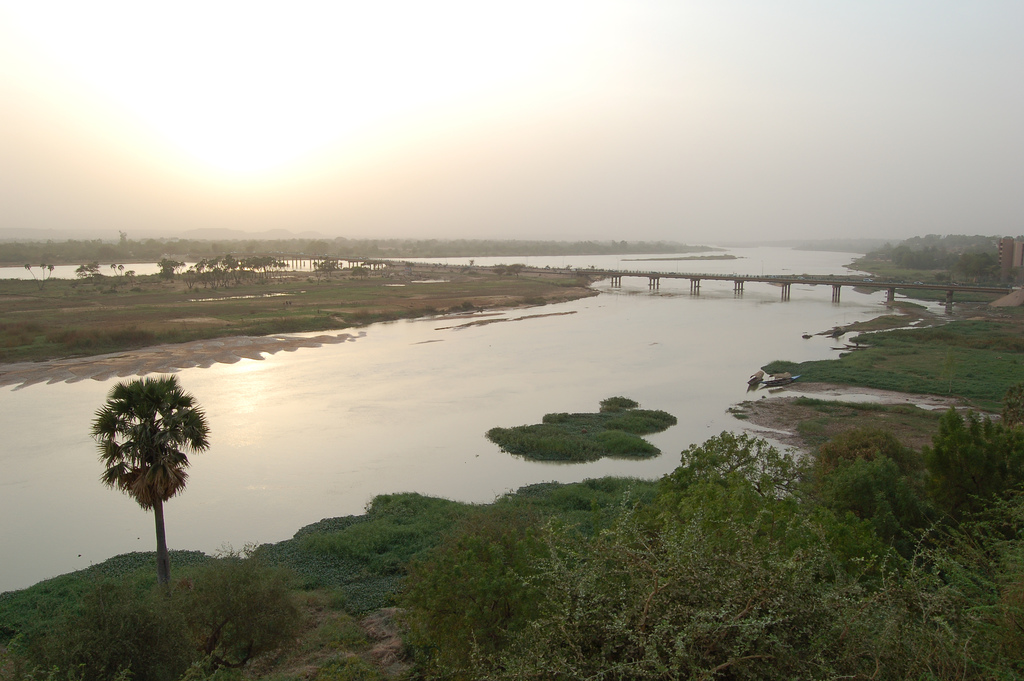
جسر كينيدي.

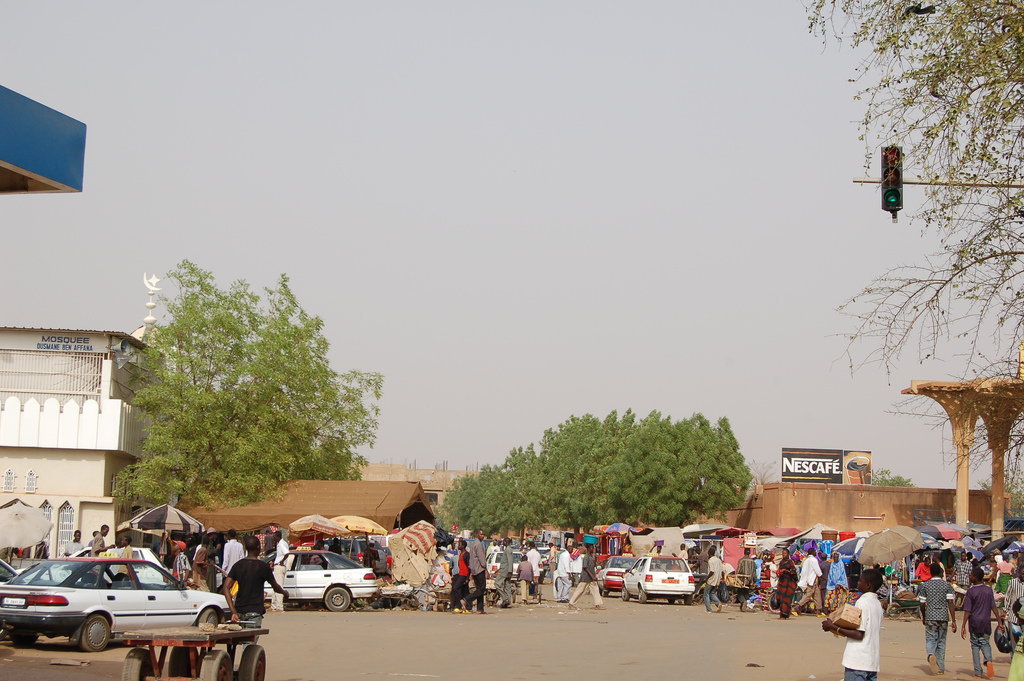
السوق الكبير

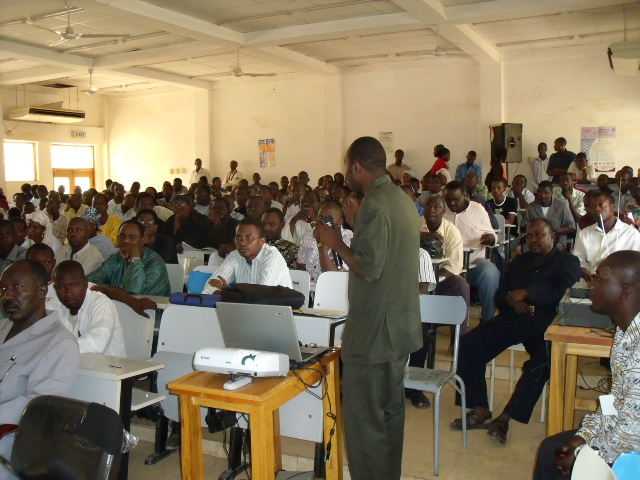
ندوة في جامعة عبدو موموني.

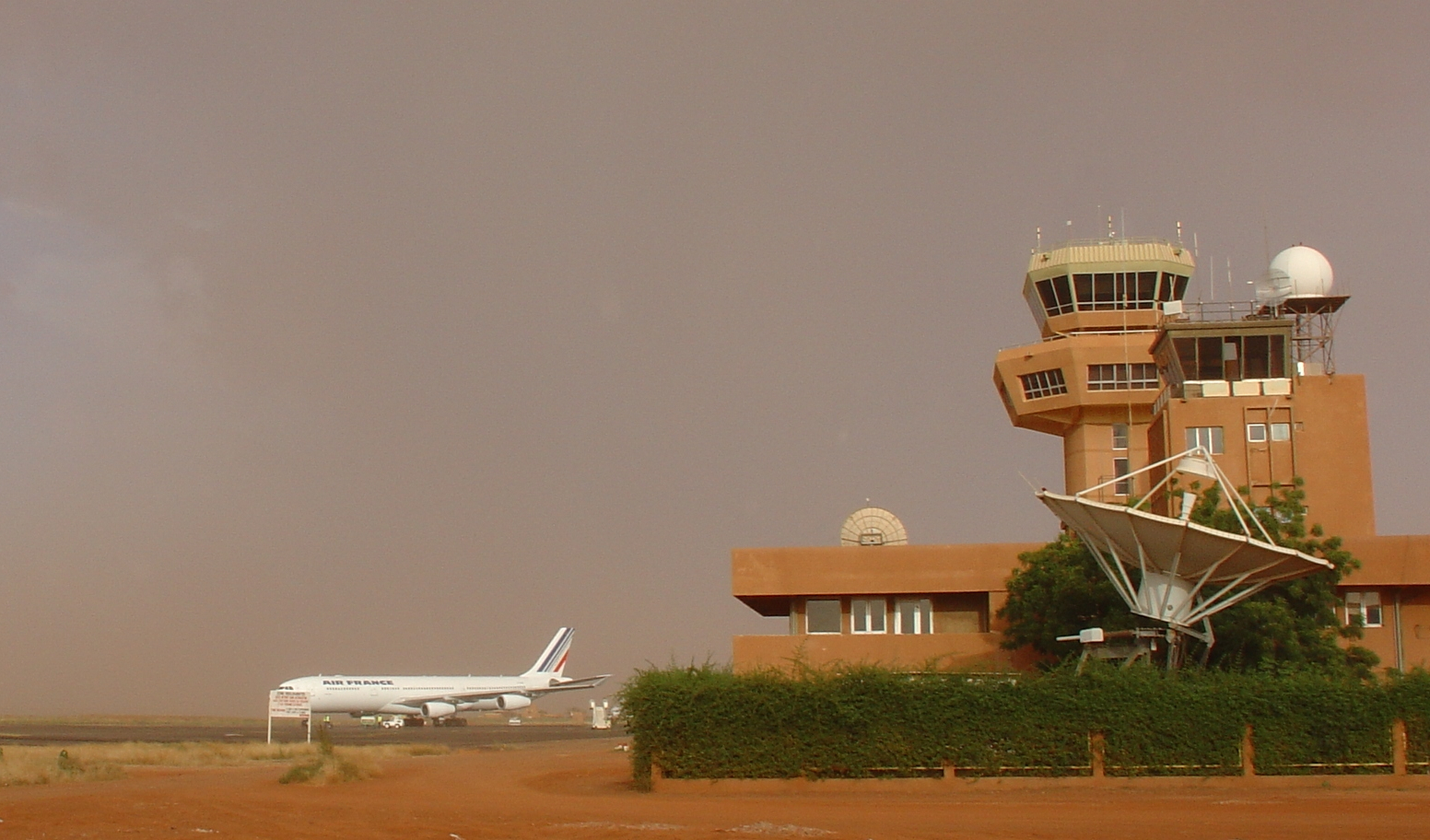
مطار نيامي الدولي.

نِيَامَة عاصمة دولة النيجر في غرب أفريقيا، وكبرى مدنها. يدعى الساكن فيها «نيامي» ويبلغ مجموع ساكنيها نحو واحدا ونصف مليون نسمة. أغلب أحيائها تقع على الضفة الغربية من نهر النيجر. وتعد مركزا اقتصاديا وثقافيا إداريا رئيسيا في البلاد. تقوم في المدينة عدة صناعات مثل صناعة الطوب، منتجات السيراميك، الأسمنت والمنسوجات.

## تاريخها
اعتقد المؤرخون أن المدينة أنشئت في القرن الثامن عشر إلا أنها لم تكن ذات أهمية كبيرة حتى اتخذها الفرنسيون كعاصمة لمستعمراتهم في النيجر في عام 1890. ونمت بسرعة وكبرت حتى أصبحت مركزا مهما. وفي عام 1926 أصبحت المدينة عاصمة لدولة النيجر، وزادت الكثافة السكانية تدريجيا من 3,000 شخص في عام 1930 إلى أكثر من 30,000 شخص في عام 1960، وشهدت الفترة من 1970 حتى 1988 ازدهار الاقتصاد في النيجر، مدفوعا بإيرادات مناجم اليورانيوم في منطقة ايرليت، وخلال هذه الفترة نما عدد السكان من 108,000 نسمة إلى 398,365 نسمة.
و توسعت المدينة من 1,367 هكتار في عام 1970 إلى 4,400 هكتار في عام 1977 وشملت عملية التوسع ضم عدد من التجمعات السكانية المجاورة كمدينة (لازاريت). ونشرت تقديرات السكان في العام 2000 ان عدد السكان في المدينة 880,000 نسمة. وفيعام 2011 نشرت الحكومة احصاء للسكان قالت فيه ان عدد السكان بلغ 1,5 مليون نسمة وقالت إن أسباب ارتفاع عدد السكان يرجع للهجرات من الريف للمدن للعمل خاصة في اوقات الجفاف.

## الدين
أكثر من 90٪ من سكان النيجر هم من المسلمين. ونيامي تستضيف أكبر مسجد في البلاد، وفيها المسجد الكبير. والمدينة أيضا هي مقر أبرشية الروم الكاثوليك. وكذلك هناك القليل من البهائية في نيامي.
في عام 2012 اختيرت لتصبح عاصمة الثقافة الإسلامية.
أهم معالم مدينة نيامي:
تشتمل مدينة نيامي على العديد من المعالم الحضارية منها: متحف النيجر الوطني، وحديقة الحيوان، ومتحف العمارة الشعبية، ومركز الحرف، كما يوجد فيها مطار دولي صغير، ويمتاز كورنيش يانتالا بمناظره الخلابة.
وتقوم في المدينة عدة صناعات مثل صناعة الطوب، ومنتجات السيراميك، والأسمنت، والمنسوجات، ويوجد فيها بعض مصانع الصناعات الغذائية الصغيرة. وتتضمن مباني المدينة الرئيسة مباني المكاتب الحكومية. ويعيش معظم السكان في مناطق مزدحمة بمحاذاة نهر النيجر.

## عدد السكان
| السنة | عدد السكان (تقدير) |
| ----- | ------------------ |
| 1901  | 600                |
| 1930  | 3,000              |
| 1960  | 30,000             |
| 1980  | 250,000            |
| 2005  | 750,000            |
| 2010  | 100,200            |
| 2016  | 100,800            |

## أهم المعالم في المدينة
تشتمل مدينة نيامي على العديد من المعالم الحضارية منها: متحف النيجر الوطني، وحديقة الحيوان، ومتحف العمارة الشعبية، ومركز الحرف، كما يوجد فيها مطار دولي صغير، ويمتاز كورنيش يانتالا بمناظره الخلابة والجميلة.
وتقوم في المدينة عدة صناعات مثل صناعة الطوب، ومنتجات السيراميك، والإسمنت، والمنسوجات، ويوجد فيها بعض مصانع الصناعات الغذائية الصغيرة. وتتضمن مباني المدينة الرئيسية مباني المكاتب الحكومية. ويعيش معظم السكان في المناطق المزدحمة بمحاذاة نهر النيجر.

## جامعات المدينة
تحتوي مدينة نيامي على العديد من الجامعات، منها:
- الجامعة الإسلامية في النيجر. في مدينة ساي ولها فرع في نيامي.
- جامعة الوِفاق الدولية، ولها عدة فروع منها فرعها في غانا ومكتبها التمثيلي في تركيا ممثلًا بمعاهدِ العرفان الخزنوي لتعليم القرآن وعلومه.
- جامعة عبدو ميموني 

## وصلات خارجية
- Niger Assemblee Nationale  official website
- Mission of Niger to the United Nations official website
- BBC News Country Profile - Niger
- CIA World Factbook - Niger
- Niger على مشروع الدليل المفتوح
- US State Department - Niger includes Background Notes, Country Commercial Guides and major reports
- MSN Map
- American International School of Niamey American International School of Niamey

| مناطق النيجر                                                          | مناطق النيجر | علم النيجر |
| أغاديس \| ديفا \| دوسو \| مرادي \| نيامي \| طاوة \| تيلابيري \| زيندر |              |            |